# Dorsum Bucher
Der Dorsum Bucher ist ein Dorsum des Erdmondes. Er ist ca. 90 km lang, seine mittleren Koordinaten sind 31° Nord und 39° West. 